# I.R.S. (canción)
«I.R.S.» es una canción del grupo de hard rock estadounidense Guns N' Roses, pertenece a su sexto álbum de estudio Chinese Democracy.
Escrita líricamente por Axl Rose, con los aportes musicales del guitarrista Paul Tobias y el tecladista Dizzy Reed.